# August Lehr

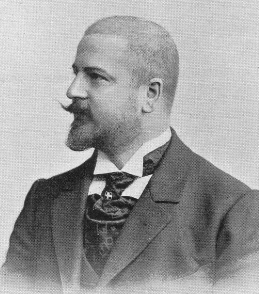
August Lehr

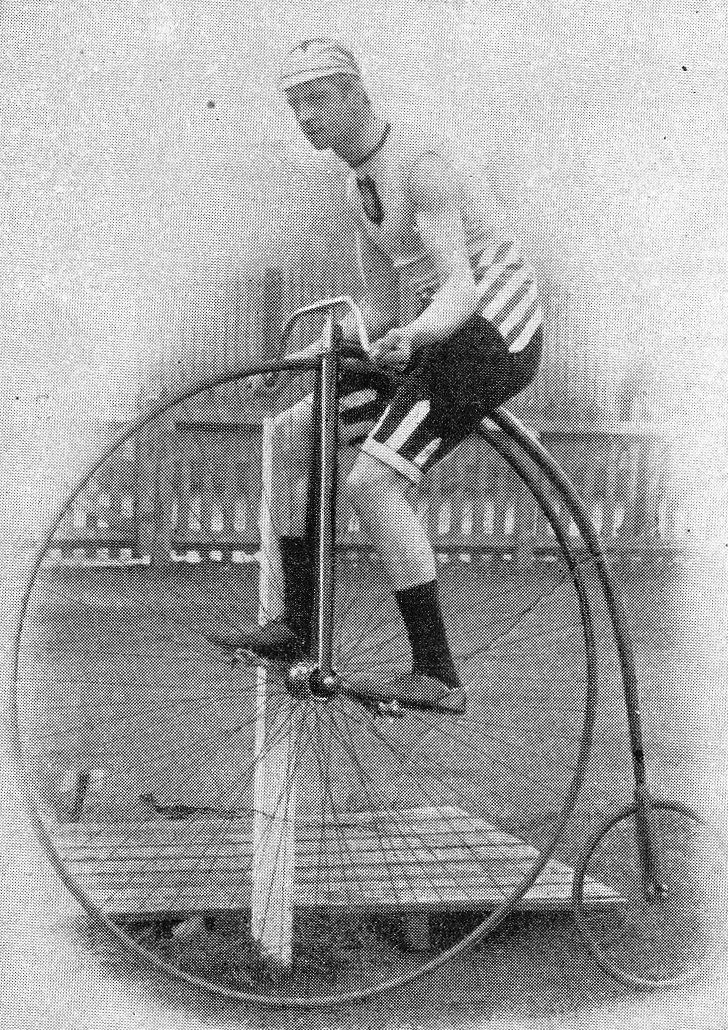
Lehr im Jahre 1889

August Lehr (* 26. Februar 1871 in Frankfurt am Main; † 15. Juli 1921 in Ludwigslust) war ein deutscher Radrennfahrer.

## Biographie
August Lehr, von Beruf Kaufmann, begann seine Karriere als Amateur-Rennfahrer noch auf dem Hochrad. Von 1888 bis 1894 gewann er siebenmal die deutsche Meisterschaft. 1888, mit 18 Jahren, gewann Lehr in England, der „Höhle des Löwen“, die Englischen Meisterschaften im Hochradfahren (inoffizielle Weltmeisterschaft über eine englische Meile), was gleichzeitig der 240. Sieg auf einem Opel-Rad war. 1891 war er nach der Anzahl der errungenen Siege der beste Fahrer der Welt. 1893 stieg Lehr auf das Niederrad um, ein Jahr später wurde er Weltmeister in Antwerpen und damit der erste deutsche Weltmeister im Radsport.
Anschließend erhielt Lehr Einladungen zu Rennen in vielen europäischen Ländern, konnte insgesamt 260 Siege (nach anderer Quelle 227) verbuchen, aber nicht seinen Lebensunterhalt mit dem Radsport verdienen. Deshalb entschloss er sich 1898 zum Rücktritt vom aktiven Radsport. Im Jahr zuvor hatte er seine aus Wien stammende Frau Anna, geborene Steuer, geheiratet, die seine Liebe zum Radsport teilte und mit ihm gemeinsam Tandem-Fahrten unternahm.
1909 senkte der populäre Sportler in Berlin die Startflagge zum 1. Berliner Sechstagerennen. 1921 erlitt Lehr während einer Ruder-Wandertour auf den Mecklenburgischen Seen eine Magenblutung, an der er wenige Tage später starb.
Als 1925 in Lehrs Heimatstadt Frankfurt das Waldstadion gebaut wurde nebst einer 400 Meter langen Radrennbahn, ließen ihm die Brüder Adam und Fritz von Opel dort ein Denkmal aus Bronze, geschaffen von Emil Hub, errichten. 2005, während des Umbaus des Frankfurter Waldstadions für die Fußball-Weltmeisterschaften, verschwand das Denkmal bis auf einen Arm spurlos.